# William Henry Jackson

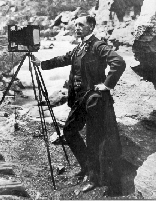
William Henry Jackson

William Henry Jackson (* 4. April 1843 in Keeseville, New York; † 30. Juni 1942 in New York City, New York) war ein US-amerikanischer Fotograf, Maler und Abenteurer. Er wurde vor allem durch seine Fotos über den amerikanischen Westen berühmt.

## Jacksons Wanderjahre
Jackson wuchs in Neuengland auf. Mit 15 Jahren begann er sich in Vermont als Foto-Retuscheur zu betätigen. Am wenig später ausbrechenden Amerikanischen Bürgerkrieg kämpfte Jackson aktiv mit, unter anderem auch in der Schlacht von Gettysburg. Nach dem Krieg ließ er sich erst in Saint Joseph nieder, führte Frachtwagen über den Oregon Trail nach Salt Lake City und trieb anschließend Mustangs von Los Angeles nach Omaha, eine strapaziöse, 2000 Kilometer lange Strecke von der Westküste bis ins geografische Zentrum der USA. In Omaha begründete er zusammen mit seinem Bruder ein Fotografie-Geschäft. 1869 erhielt er von der Union Pacific Railroad den Auftrag, die Szenerie entlang ihrer Route für Werbezwecke festzuhalten. Im folgenden Jahr erhielt er eine Einladung, erst an der Hayden-Expedition in das Gebiet des Yellowstone-Nationalparks und anschließend an weiteren Forschungsreisen zu den Mesa-Verde-Ruinen, den Bergen in Colorado und den Pueblos im Südwesten teilzunehmen.

## Einer der ersten Yellowstone-Fotografen
Bei der Expedition in das Yellowstone-Gebiet arbeitete Jackson eng mit dem Maler Thomas Moran zusammen. Jackson war (mit Thomas J. Hine, Joshua Crissman, Henry Bird Calfee, Augustus F. Thrasher, Thomas H. Rutter und
Charles Roscoe Savage) unter den ersten Fotografen, die die von der modernen Zivilisation noch unberührte Landschaft des Yellowstone-Gebietes festhielt.

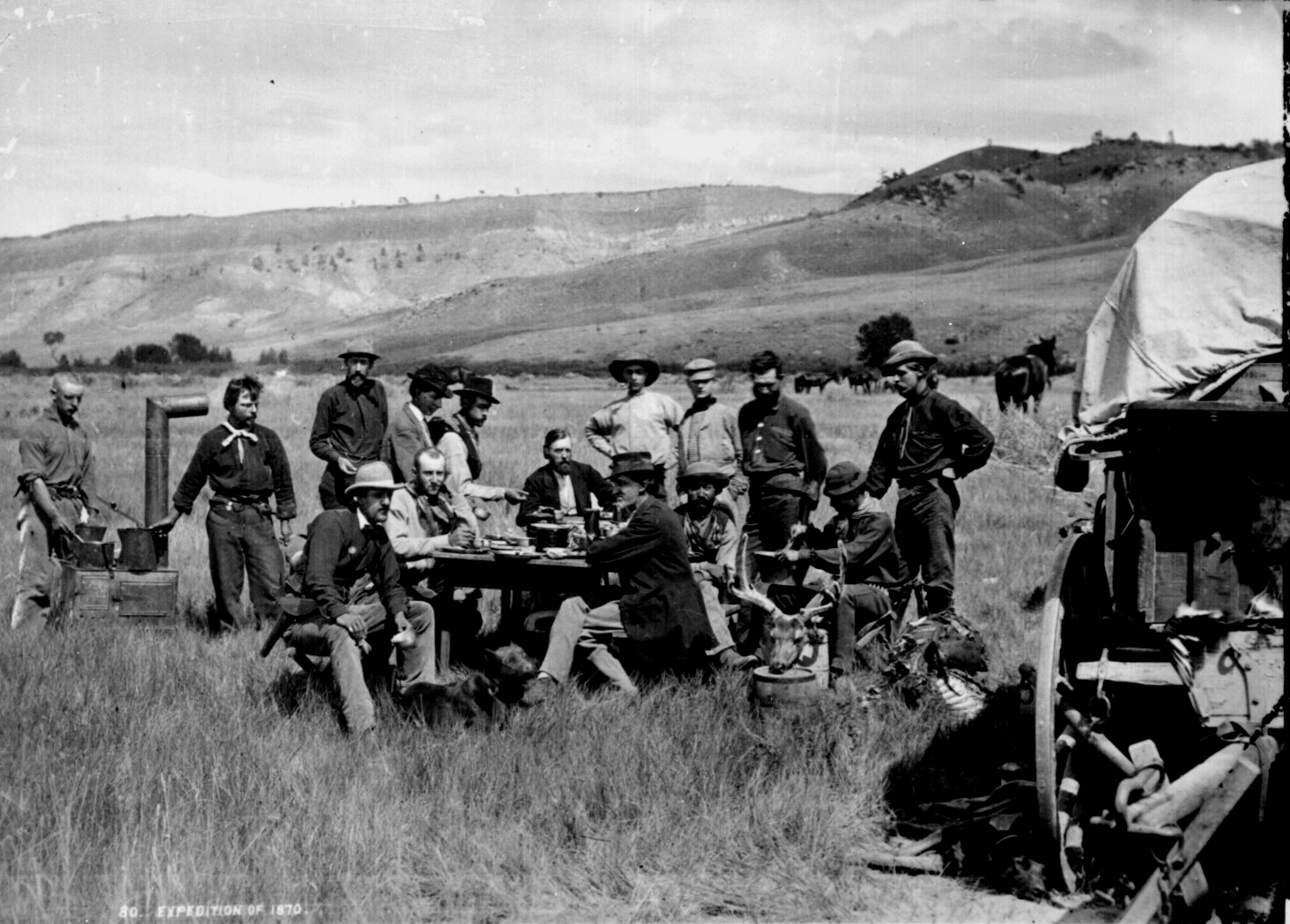
Mittagessen in Haydens Camp. Stehend, rechts außen: William Henry Jackson

Jackson arbeitete unter meist schwierigen Bedingungen mit drei Kameras; einer Stereokamera, einer 8×10-Zoll- und einer 18×22-Zoll-Plattenkamera. Diese Kameras benötigten fragile, schwere Fotoplatten, deren Trägermaterial Glas war und die vor Ort in Handarbeit einzeln entspiegelt, belichtet und entwickelt werden mussten, bevor die nasse Kollodiumsbeschichtung trocknete. Je nach Lichtverhältnissen standen ihm hierzu zwischen fünf Sekunden und zwanzig Minuten zur Verfügung. Die Arbeitsgänge Bereitstellen, Belichten, Fixieren, Waschen und Trocknen erforderten üblicherweise aber rund eine Stunde für ein einziges Bild.
Seine Ausrüstung transportierte Jackson auf dem Rücken von Maultieren. Das Gewicht der Glasplatten und der portablen Dunkelkammer limitierte die Anzahl möglicher Aufnahmen einer Exkursion. Die Aufnahmen wurden außerdem in unwegsamem Gelände gemacht, so dass die Tragtiere nicht bis an die äußerste Grenze belastet werden konnten.
Trotz dieser Erschwernisse kehrte Jackson mit fotografischen Dokumenten einer bis zu jenem Zeitpunkt unbekannten Landschaft in die Zivilisation zurück, darunter waren Aufnahmen der Grand-Teton-Berge, des Geysirs Old Faithful, des Mount of the Holy Cross und der Ute-Indianer. Jacksons Aufnahmen trugen wesentlich dazu bei, dass der amerikanische Kongress einen großen Teil des Yellowstone-Gebietes am 1. März 1872 zum ersten Nationalpark der Welt erklärte.

## Etablierter Fotograf
An der Ausstellung zur Hundertjahrfeier der Stadt Philadelphia im Jahre 1876 beteiligte sich Jackson mit Fotografien und Ton-Modellen der Anasazi-Wohnstätten von Mesa Verde. Anschließend nahm er zunächst bis 1878 an weiteren Studien unter der Leitung von Ferdinand V. Hayden teil und errichtete dann ein eigenes Studio in Denver, wo er große Bestände an nationalen und internationalen Aufnahmen schuf. Er erhielt den Auftrag, Fotografien der westlichen Bundesstaaten für die Weltausstellung von 1893 in Chicago zu erstellen. Nach der Weltausstellung bereiste er im Auftrag eines neuen Museums in Chicago Europa, Afrika, Australien, Indien, Japan und Russland. Seine Fotos und Berichte wurden im Harper’s Weekly-Magazin veröffentlicht; damit gehört Jackson auch zu den ersten Fotojournalisten, die durch ihre Reiseberichte in gedruckten Periodika bekannt wurden.
Nachdem er seine Autobiografie geschrieben hatte, verkaufte er in den frühen Jahren des 20. Jahrhunderts seine ganze Negativ-Sammlung an die Detroit Photographic Company. In den 1920er-Jahren wurden sie zwischen der Colorado Historical Society und der Library of Congress Prints and Photographs Division aufgeteilt. Die Aufnahmen westlich des Mississippi River gingen an die Society, alle übrigen Aufnahmen erhielt die heute für ihre Sammlung berühmte Library of Congress.
1924 zog Jackson nach Washington, D.C. und war am Bau des US-Innenministeriums beteiligt. Außerdem war er bei den Dreharbeiten für Vom Winde verweht als technischer Berater tätig. 1942 wurde er vom Explorer’s Club für seine 80.000 Fotografien des amerikanischen Westens geehrt.
Jackson starb im Alter von 99 Jahren. Als einer der letzten Überlebenden des amerikanischen Bürgerkrieges wurde er im Arlington National Cemetery, dem wohl bekanntesten Soldatenfriedhof der USA, beigesetzt.
Heute bietet das Scotts Bluff National Monument in Nebraska die umfangreichste Sammlung von Jacksons Gemälden.

## Ehrungen
Der Mount Jackson sowie der Jackson Peak, beide im US-Bundesstaat Wyoming gelegen, wurden nach ihm benannt.